# Alpine A310
L'Alpine A310 est un modèle d'automobile sportif produit par le constructeur français Alpine et lancé en 1971 pour seconder l'Alpine A110. Elle est la dernière Alpine décidée par Jean Rédélé.

## Historique

### Contexte
Depuis 1962, Alpine fabrique l'A110, reconnue comme une très bonne voiture de rallye. Malgré ses succès et son impressionnant palmarès, sa nature exclusive limite les perspectives commerciales pour le petit constructeur. L'exigence de conduite de l'A110 la rend peu accessible, même pour les passionnés sportifs les plus expérimentés, nécessitant ainsi la création d'un nouveau modèle conçu pour être utilisé quotidiennement par des conducteurs non professionnels. C'est dix ans après la naissance de l'A110 qu'Alpine présente l'A310. Jean Rédélé rêve d'une véritable voiture de grand tourisme, confortable et spacieuse, accueillant jusqu'à quatre passagers, et capable de séduire une large clientèle orientée vers les nombreuses productions italiennes et anglaises.

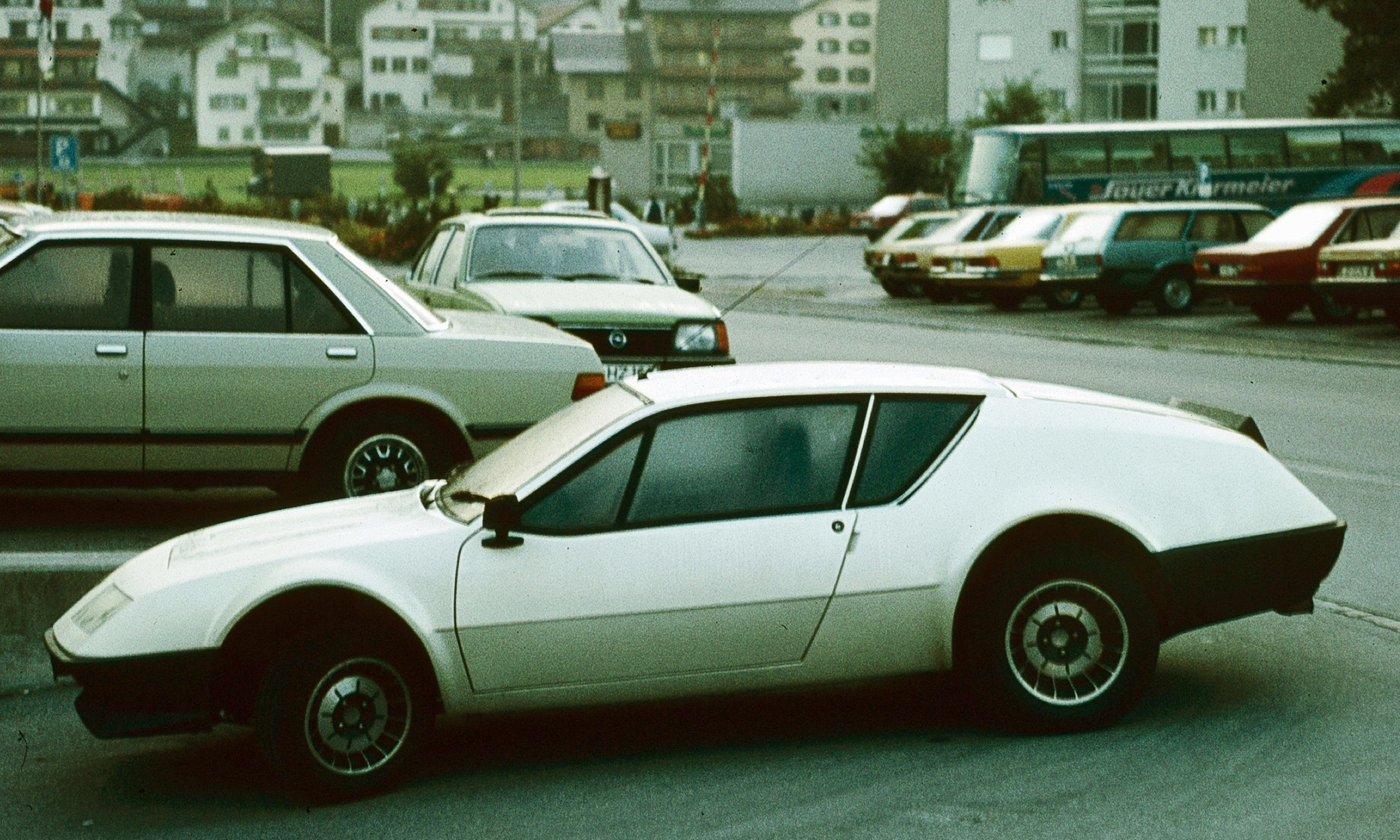
Alpine A310 V6 (version 1981-85)

Elle arrive lors de la montée en puissance de son illustre prédécesseur. Sa mission est de conquérir une nouvelle clientèle qui trouve la berlinette trop spartiate pour les anciens propriétaire d'A110 qui ont maintenant une famille. En effet, l'A310 dispose d'un confort nettement supérieur, ainsi que deux petites places arrière qui lui permettent de prendre le qualificatif de 2+2. Depuis l'arrêt en 1967 des A110 GT4 (descendantes des A 108 2+2), il n'existait plus de coupé à quatre places dans la gamme. En reprenant l'empattement exact de ses devancières, soit 2,27 m, elle se retrouve en confrontation directe avec la Porsche 911. Cependant, les qualités routières (pour une GT) et de finition de l'allemande font que le duel tourne au désavantage pour la française.

### Présentation, lancement et améliorations
En 1971, l'A310 1600 est présentée au salon international de l'automobile de Genève, le modèle présenté est en fait un des premiers prototypes roulants. On peut apercevoir les persiennes d'inspiration Lamborghini (sur son modèle Miura) ou encore les feux arrière de Renault 10 seconde série, au-dessus de la ligne de caisse et sous verrière ainsi que la trappe destinée à recevoir la roue de secours pliante (qui ne sera en fait disponible que pour l'arrivée du modèle V6). Le moteur provient de l'A110 1600 S, en fait celui de la Renault 16 TS poussé à 128 ch et la boîte de la R12 G. Ce moteur, bien que de bonne volonté, se révèle très bruyant et sans noblesse. Il ne peut pas rivaliser avec les six cylindres des concurrentes italiennes et allemandes.
Le dessin de cette Alpine est initialement pensé par Michel Beligond, dessinateur pour Renault et auteur des affiches destinées aux 24 Heures du Mans. Mais c'est le designer italien Marcello Gandini, qui en concrétisera le dessin final, nourrissant la ligne générale du prototype commandé par Alpine à la Carrozzeria Fissore en 1967 pensé par Trevor Fiore. Ce projet sera concrétisé avec la Monteverdi Hai 450 lancée en 1970. Ce dernier avait été lui-même influencé par la De Tomaso Mangusta dessinée par Giorgietto Giugiaro pour Ghia en novembre 1966. Un dessin similaire se retrouve sur la Datsun Cherry coupé 120Y de 1971 à 1974.
Le nouveau modèle tant attendu par la presse et par le public va marquer dans une certaine mesure le déclin d'Alpine. La construction de la nouvelle usine rue de Breauté à Dieppe ainsi que celle de Thiron-Gardais a plongé les comptes de la marque dans le rouge. De plus, une grève menée par des employés fraîchement recrutés a empêché la livraison de berlinettes. Il faut donc à tout prix sortir ce nouveau modèle, coûte que coûte. Dès lors, pour le millésime 1972, l'A310 est disponible en concession six mois seulement après sa présentation à Genève.
L'A310 1600 VE hérite du « moteur Cléon-Alu » de  1 605 cm3 de l'Alpine A110 (aussi celui de la R 16 TS), qui, elle, récupère les trains roulants de sa descendante pour ses versions les plus abouties, les A110 1600 SC et 1600 SX.
Les premiers acheteurs des A310 1600 VE vont largement essuyer les plâtres et l'image de marque de la nouvelle venue va durement en pâtir, ce dont elle n'avait pas besoin. Des problèmes liés à une finition indigne et bâclée, l'étanchéité, le réglage de trains, etc., qui s'arrangeront à peine avec le temps, mais le mal est fait. En 1973, Renault devient l'actionnaire majoritaire et de facto propriétaire de la marque Alpine. On peut dire avec quelque ironie que ce rachat permit certainement à Alpine de passer le premier choc pétrolier, mais l'A310 devint « la mal aimée ».
Fin 1973 marque aussi une évolution de l'A310 : l'arrivée de l'injection. En récupérant le moteur Cléon-Alu de la R17 TS injection (Phase 1), devenue R17 Gordini en 1975, moteur un peu retravaillé (il passe de 108 à 125 ch), l'Alpine ne gagne pas en puissance, mais bien en agrément de conduite et en consommation. De l'extérieur, on peut les différencier grâce à la position des prises d'air sur le coffre avant (bien que quelques VE en aient bénéficié) ainsi qu'au bossage visible sur le capot moteur sous la verrière.
Cette version VF a été produite à seulement 699 exemplaires.
Le choc pétrolier a de nouveaux effets : limitations de vitesse, prix du pétrole qui s'envole… Les dirigeants de l'entreprise prennent alors deux décisions : la disparition du modèle à deux carburateurs (plus gourmand que l'injection) et l'apparition de l'A310 1600 VG qui sera appelée l'« Alpine du pauvre », comme l'A110 1300 VC en son temps.
L'A310 (1600 VG), loin d'être une Alpine au rabais, reprend le moteur de la R16 TX et son carburateur. Ses performances, grâce à son poids et à son Cx faibles, sont de premier ordre et les consommations plus raisonnables. Le prix moindre de cette version permettra de rester présent sur le marché en attendant la prochaine évolution du modèle avec l'apparition, en 1976, du « moteur V6 PRV » sous son capot.
Des trois versions de la 4-cylindres, les VE et VF sont les plus recherchées. Mais encore faut-il en trouver, car la totalité de la production représente moins d'un quart de celle de la V6.
L'A310 en version V6 deviendra championne d'Europe de rallycross en 1977 avec l'Autrichien Herbert Grünsteidl, de France pour cette discipline avec Jean Ragnotti, et surtout championne de France des rallyes la même année avec Guy Fréquelin : Critérium Neige et Glace, Ronde de la Giraglia, Ronde d'Armor, Critérium Jean-Behra, Critérium de Touraine, Ronde limousine (Rallye du Limousin), Rallye de la Châtaigne, Critérium des Cévennes, Ronde du Vercors, Rallye du Var, record français du nombre de victoires en une seule saison (dix).
Ces Groupe 4 et 5 de 2 700 et 3 000 cm3 développent jusqu'à 275 ch.
La 4-cylindres prenant part aussi aux compétitions, en 1 596 cm3 (155 ch) et en 1 798 cm3 (180 ch). Deux ans plus tard, Jean-Pierre Beltoise est à son tour champion de France de rallycross, en version 4-cylindres 1,6 L. Les autres pilotes français ayant obtenu des succès avec la voiture sont entre autres Christine Dacremont (1976), Bernard Béguin (1977), Jean-Luc Thérier (3e au Tour de Corse 1974) et Jean-Pierre Manzagol (également 3e, en 1976), Michèle Mouton terminant quant à elle deuxième de l'Alpin-Behra 1976.
Avec l'arrivée du moteur V6, tout change : motorisation issue de la R30 V6 2,7 L, proche des Peugeot 604 et Volvo 164, nouvel intérieur, nouvelles suspensions, une boîte 4 et à partir de 1979, une boîte de vitesses à 5 rapports.
Elle eut enfin une puissance plus en rapport avec la concurrence, Porsche 911, Ligier JS. De plus, dès 1980, la voiture bénéficiera d'atouts supplémentaires comme un nouveau train avant et des suspensions arrière modifiées, qui proviennent directement de la R5 Turbo. Les jantes type « turbine » et freins sont de la même origine.
À l'utilisation, les deux versions sont très différentes : la 4-cylindres est vive et bien équilibrée (comme une A110 1600 SC), tandis que la V6 est plus pointue et délicate à contrôler, à cause de la surcharge de 150 kg sur le porte-à-faux arrière.
Des versions Groupe 4 usine, est issue une carrosserie dite « Pack GT » faite avec des extensions d'ailes, des bas de caisse, un spoiler avant plus grand et un aileron arrière imposant en mousse. Le moteur n'était pas développé. C'est la version la plus cotée en V6, avec les quelques autres versions « Boulogne ». La version Boulogne a été développée par le Centre technique Alpine (CTA) de Thiers (sans aide de l'usine) par Bernard Pierangeli (qui a renouvelé l'opération avec la GTA Turbo). L'Alpine A310 GT Boulogne est équipée du PRV version Volvo de 2 849 cm3 avec carter cloisonné et deux triples corps Weber. Elle développe 193 ch pour une vitesse de 235 km/h.

## Versions de compétition

### Alpine A310 V6 GTP

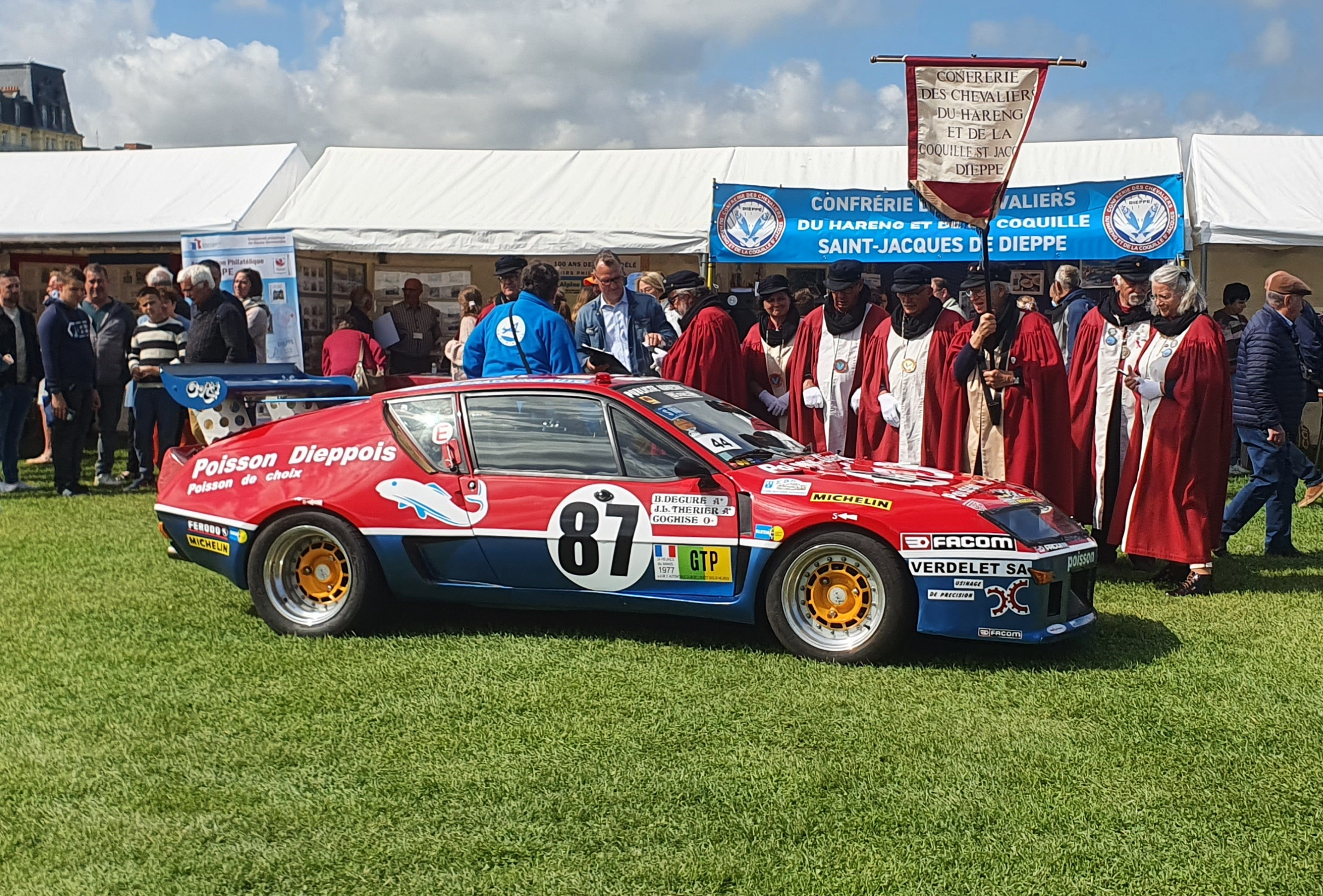
L'Alpine A310 V6 GTP au rassemblement « 1000 Alpine pour les 100 ans de Jean Rédélé ».

L'Alpine A310 V6 GTP de Bernard Decure, surnommée le « Poisson dieppois », participa aux 24 Heures du Mans 1977 avec Jean-Luc Thérier et Jacky Cauchy. Elle doit abandonner au 137 tour.

## Production
Les nombres d'unités produites sont les suivants :
| 1971 : 120           |
| 1972 : 575           |
| 1973 : 666           |
| 1974 : 344           |
| 1975 : 306           |
| 1976 : 329           |
| Total : 2 340 unités |

| 1976 : 140           |
| 1977 : 1 220         |
| 1978 : 1 216         |
| 1979 : 1 381         |
| 1980 : 1 138         |
| 1981 : 1 284         |
| 1982 : 1 095         |
| 1983 : 1 139         |
| 1984 : 663           |
| Total : 9 276 unités |

### Utilisateurs
En 1974, l'Alpine A310 est choisie par la BRI pour remplacer l'Alpine A110, premier véhicule rapide d'intervention entré dans la Gendarmerie. Elle sera utilisée jusqu'en 1987.

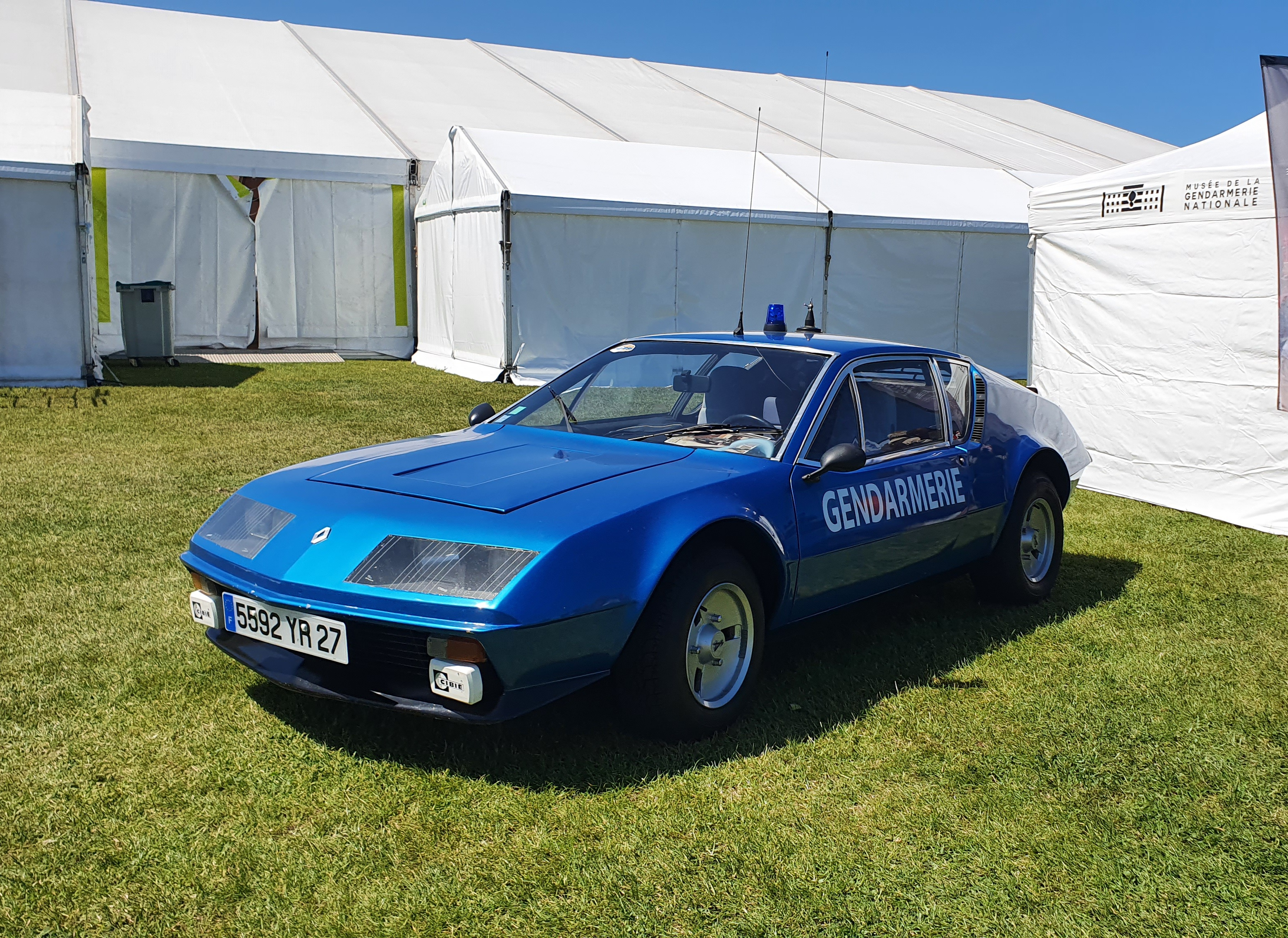
Alpine A310 Phase 1.
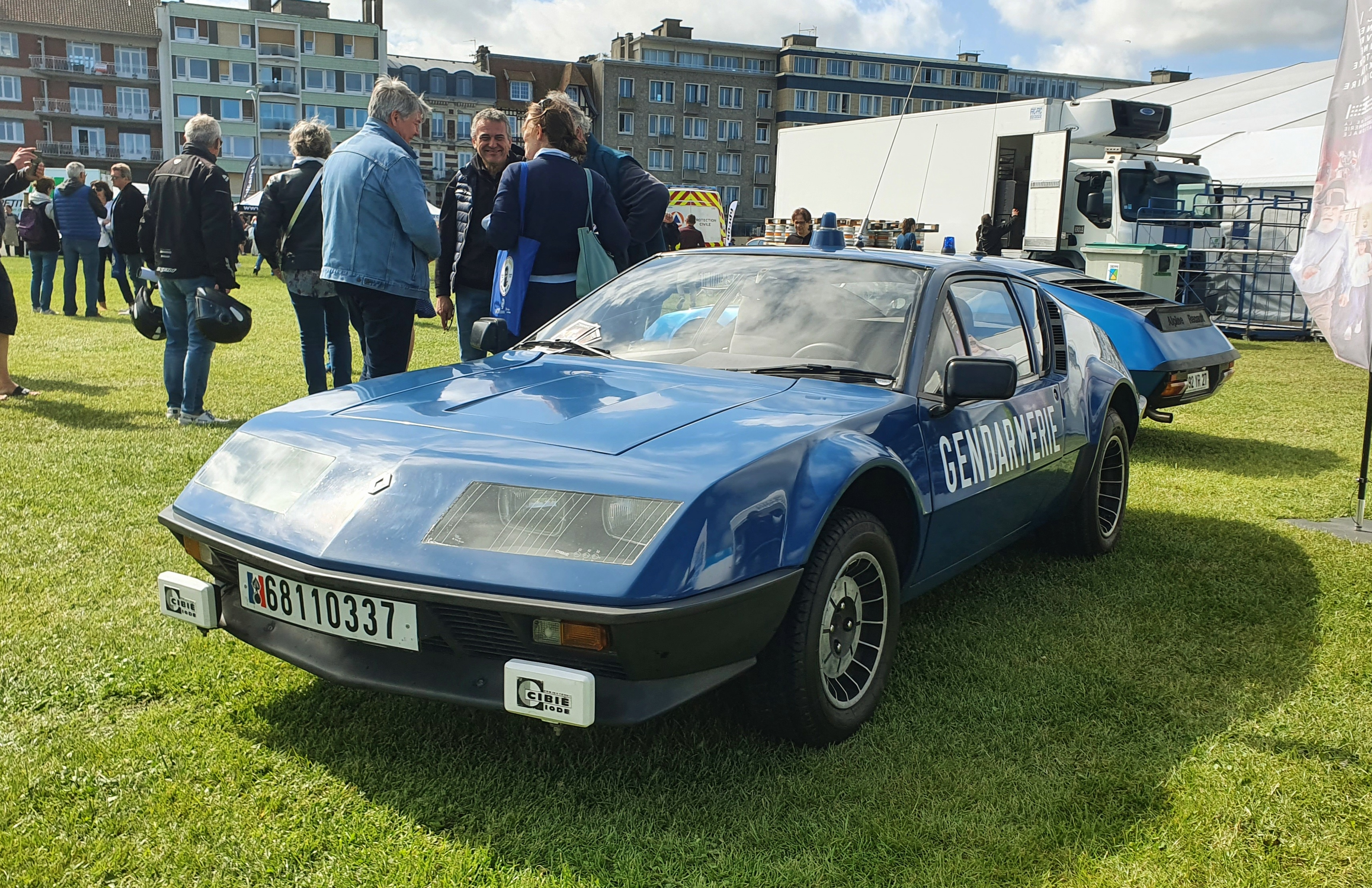
Alpine A310 Phase 2.

## Numéros de série
- 1971 : 4-cylindres carburateurs, 1600 VE, de 001 à  0010
- 1972 : 4-cylindres carburateurs, 1600 VE, de 0011 à  0550
- 1973 : 4-cylindres carburateurs, 1600 VE, de 0551 à  1200
- 1974 : 4-cylindres injection, 1600 VF, de 21185 à 21750
- 1975 : 4-cylindres injection, 1600 VF, de 21751 à 22016
- 1976 : 4-cylindres injection, 1600 VF, de 22017 à 22137
- 1976 : 4-cylindres carb. simple, 1600 VG, de 40000 à 40386
- 1977 : V6, 2700 VA, de 43015 à 43795
- 1978 : V6, 2700 VA, de 43796 à 45089
- 1979 : V6, 2700 VA
- 1979 : V6 GR IV, 2700 VA, de 45090 à 46355
- 1980 : V6, 2700 VA, de 46356 à 47683
- 1981 : V6, 2700 VA, de 47710 à 48847
- 1982 : V6, 2700 VA, de 48848 à 49960
- 1983 : V6, 2700 VA
- 1983 : V6 GT, 2700 VAA, de 49961 à 52093
- 1984 : V6, 2700 VA
- 1984 : V6 GT, 2700 VAA, de E0000001 à E0001781
- 1985 : V6, 2700 VA
- 1985 : V6 GT, 2700 VAA, de F0000324 à F0001874

## Dans la culture populaire

### Cinéma
- C'est la voiture de Gérard Darmon dans le film Le Grand Pardon d'Alexandre Arcady en 1982.

### Télévision
- Dans la série Billet doux de 1983, Pierre Mondy réquisitionne une Alpine A310 V6 2.7, une autre Alpine A310 Gendarmerie apparaît également.

### Bande dessinée
- Cette voiture est celle du héros de bandes dessinées Georges Barelli, dans la série éponyme de l'auteur belge Bob de Moor (de couleur orange clair).
- On retrouve l'Alpine A310 dans le tome 1 de la bande dessinée Joe Bar Team, lorsque la voiture de la gendarmerie (elle équipait à l'époque les brigades rapides d'intervention) se fait doubler sur l'autoroute par la célèbre bande de motards.

### Animation
- L'Alpine A310 est une des rares voitures française à être reconnaissable dans un dessin animé japonais. En effet, c'est la voiture de Misato Katsuragi dans l'anime Neon Genesis Evangelion publié en 1995.